# Palazzo Cenami
Il Palazzo Cenami Il  si trova a Lucca in via Roma.

## Storia e descrizione
Venne edificato intorno al 1530 da Nicolao Civitali, su commissione della famiglia Arnolfini. Nel 1605 fu acquistato da Lorenzo Cenami, unico erede della ricca famiglia omonima, attiva nelle maggiori piazze di commercio francesi, che il padre Bartolomeo trasferì a Lucca nel 1590 .
La struttura del palazzo è tipica del XVI secolo e si possono notare degli elementi dello stile architettonico fiorentino. L’edificio si trova in corrispondenza del cardo e del decumano.
Le due facciate, collegate ad angolo acuto tra via Roma e via Cenami, sono caratterizzate dal contrasto tra la pietra grigia e l'intonaco chiaro. Fortemente accentuato è il basamento in pietra con cornice a toro che include le finestre ad arco acuto delle cantine e le numerose panche, poste su entrambe le vie, utilizzate da moltissime persone che approfittano per sostarvici, riposare e fare conversazione in un punto della città che può essere definito il crocevia delle passeggiate in centro storico. Nel pianterreno compaiono arcate e bozze che racchiudono le finestre. Notevoli sono l’ingresso principale da via Roma, il cui portone ha roste in ferro tipiche di quel periodo, ed il portico interno, arricchito di coppie di colonne e pilastri di derivazione fiorentina, che fa da cornice al cortile .
Il palazzo è aperto al pubblico ed il pianterreno è utilizzato da una libreria.